# Star One C3
Star One C3 ist ein geostationärer Kommunikationssatellit der brasilianischen Satellitenkommunikationsfirma Star One, eines Tochterunternehmens von Embratel.

## Geschichte
Star One C3 wurde am 10. November 2012 um 21:05 Uhr UTC zusammen mit dem Satelliten Eutelsat 21B mit einer Ariane 5 ECA in eine geostationäre Umlaufbahn gebracht und bei 75° West positioniert. Er übernahm an dieser Position den Betrieb des bisherigen Brasilsat B3 und versorgt seitdem Brasilien sowie die Andenregion (primär Kolumbien, Peru, Bolivien und Ecuador). Dafür ist er mit 28 aktiven C-Band-Transpondern (zwei 16-for-14 TWTA interconnected rings), 16 Ku-Band-Transpondern (zwei 10-for-8 TWTA rings) und zwei seitlichen Antennen von 2,3 m bzw. 1,4 m Durchmesser ausgerüstet. Er wurde auf Basis des STAR 2.4E-Satellitenbus' der Orbital Sciences Corporation gebaut und ist für eine Lebensdauer von 16 Jahren ausgelegt.